# Buchholzbach (Armuthsbach)
Der Buchholzbach ist ein 7,7 km langer, linker Nebenfluss des Armuthsbachs auf dem Gebiet der Stadt Bad Münstereifel in Nordrhein-Westfalen, Deutschland. Er entwässert über Ahr und Rhein in die Nordsee.

## Geographie

### Verlauf
Der Buchholzbach entspringt als Escher Bach (auch Trinkpützsiefen) unmittelbar östlich des Bad Münstereifeler Ortsteils Wasserscheide. Er durchfließt in südöstliche Richtung ein teils tief eingeschnittenes Tal, zuerst zwischen Esch und Willerscheid, wo von links ein unbenannter Bach aus Reckerscheid mündet. Bei Glückstal nimmt er kurz nacheinander den Bröbach (auch Brobach) von links und den Lamersbach von rechts auf und heißt danach Buchholzbach. Ab hier verläuft auch die Landesstraße 165 parallel zum Bach durch das Tal. Der Buchholzbach durchquert den Ortsteil Hardtbrücke und fließt an der Ellesheimer Mühle vorbei, bevor von links der Odenbach und dann von rechts der Seldesbach (auch Selbach) mündet. Nach dem Ortsteil Buchholzbacher Mühle, der heute einen Reiterhof beherbergt, mündet der Buchholzbach dann schließlich nahe dem heutigen Restaurant Daubiansmühle linksseitig in den Armuthsbach, der hier die Grenze zum Bundesland Rheinland-Pfalz bildet.

### Einzugsgebiet und Zuflüsse
Das 17,676 km² große Einzugsgebiet liegt vollständig innerhalb der Grenzen der Stadt Bad Münstereifel und umfasst große Teile der ehemaligen Gemeinde Mutscheid.
| Stat. in km | Name                | GKZ         | Lage   | Länge in km | EZG in km² | MQ in l/s |
| ----------- | ------------------- | ----------- | ------ | ----------- | ---------- | --------- |
| 006,2830    | N.N.                | 2718562 12  | links0 | 001,7410    | 0001,730   | 0011,3000 |
| 005,1360    | Bröbach             | 2718562 18  | links0 | 001,7510    | 0002,310   | 0015,9000 |
| 005,0720    | Lamersbach          | 2718562 4   | rechts | 003,0330    | 0001,9140  | 0012,830  |
| 003,2550    | Berresheimer Siefen | 2718562 952 | links0 | 000,5050    | 0000,230   | 0001,520  |
| 002,5740    | Odenbach            | 2718562 96  | links0 | 001,5460    | 0002,590   | 0017,690  |
| 002,0630    | Seldesbach          | 2718562 98  | rechts | 003,980     | 0003,2850  | 0022,730  |
| 001,9920    | N.N.                | 2718562 992 | links0 | 000,8260    | 0000,470   | 0003,080  |